# Peperomia fragilis
Peperomia fragilis är en pepparväxtart som beskrevs av Truman George Yuncker. Peperomia fragilis ingår i släktet peperomior, och familjen pepparväxter. Inga underarter finns listade i Catalogue of Life.